# EBC.1 Television
EBC.1 Television, auch ebcone genannt, ist ein ehemaliges iranisches 24-Stunden-Unterhaltungsprogramm mit den Schwerpunkten Homeshopping, Musiksendungen und Information.
Die technische Reichweite des Senders betrug nach eigenen Angaben 105 Millionen Haushalte. Der Sender hatte seinen Sendestart am 1. Januar 2006 und fokussierte den Iran oder die iranische Bevölkerung als Zielgruppe. Die Abkürzung EBC.1 stand für Entertainment & Business Channel.

## Empfang
Verbreitet wurde der Kanal bis Mitte 2012 per unverschlüsseltem digitalen Signal über den Satelliten Eutelsat Hotbird 6. Die Frequenz von EBC.1 war 11.200 MHz, Polarisation: vertikal mit einer Symbolrate von 27.500 und FEC von 5/6. Die Ausleuchtungszone des Satelliten Hotbird 6 umfasste den gesamten europäischen Kontinent, Nordafrika, Asien und die vollständige Mittlere Ostenregion. Der Empfang war daher in den angegebenen Regionen und auch in Deutschland möglich.

## Programm
Ein großer Bestandteil des Fernsehprogramms waren internationale Musiksendungen. Der Fokus lag dabei auf iranischer, US-amerikanischer, türkischer und indischer Musik. Zweiter großer Programmbestandteil war Infotainment. EBC.1 Infotainment war gekennzeichnet durch Nachrichten- und Informationssendungen. Unter anderem berichtete der Sender in der Sendung EBC.1 Sport als großes Medienereignis von der Fußball-Weltmeisterschaft 2006. Neben dieser Sparte existierten Home-Shopping-Angebote, in denen Produkte der Kategorien Elektronik, Schmuck, Gesundheit und Beauty sowie Heimwerken/Werkzeuge angeboten wurden.